# Филипо Мария Сфорца
Филипо Мария Сфорца (на италиански: Filippo Maria Sforza; * 22 декември 1448, Павия или Кремона, Миланско херцогство; † 1492, Милано, пак там) от фамилията Сфорца, е граф на Корсика и Павия от 1466/1472 г. (впоследствие се отказва), граф на Бари.

## Произход
Той е третият син на Франческо I Сфорца (* 1401, † 1466), херцог на Милано, и втората му съпруга Бианка Мария Висконти (* 1424, † 1468) – единствена наследница и дъщеря на Филипо Мария Висконти, херцог на Милано. Има петима братя (двама от които – херцози на Милано) и две сестри:
- Галеацо Мария (* 1444, † 1476), 5-и херцог на Милано (1466 – 1476), съпруг на Бона Савойска
- Иполита Мария (* 1445, † 1488), херцогиня на Калабрия като съпруга на Алфонсо II Арагонски, крал на Неапол
- Сфорца Мария (* 1451, † 1479), херцог на Бари
- Лудовико Мария „Мавърът“ (* 1451 или 1452, † 1508), 7-и херцог на Милано (1494 – 1499), съпруг на Беатриче д’Есте
- Асканио Мария (* 1455, † 1505), епископ на Павия, кардинал (от 1484 г.)
- Елизабета Мария (* 1456, † 1472), маркграфиня на Монферат като съпруга на Вилхелм VIII, маркграф на Монтферат
- Отавиано Мария (* 1458, † 1477), граф на Лугано.

Освен това има една полусестра от първия брак на баща му и 35 полубратя и сестри от извънбрачните му връзки.
Кръстен е на дядо си по майчина линия Филипо Мария Висконти – последен херцог на Милано от рода Висконти.

## Биография
На 13 декември 1454 г., на 5-годишна възраст, Филипо Мария е официално сгоден за Мария Савойска – дъщеря на Лудвиг, херцог на Савоя, и на съпругата му Анна дьо Лузинян, принцеса на Кипър. По неизвестни причини годежът е развален по-късно.
След смъртта на баща му през 1466 г. Миланското херцогство преминава в ръцете на брат му Галеацо Мария. Новият херцог заточва братята си във Франция, понеже те са против неговата профлорентинска политика, предложена от секретаря му Чико Симонета. След като Галеацо е убит, той е наследен от сина си Джан Галеацо Мария, още дете, под регентството на майка му Бона Савойска, която управлява херцогството заедно със Симонета.
Лудовико III Гондзага, маркиз на Мантуа, се опитва да изглади конфликтите между Бона Савойска и братята на съпруга ѝ. На 24 февруари 1477 г. се постига споразумение, според което на братята са върнати замъците, взети им от херцога. Резиденциите също са разпределени, като Филипо Мария получава тази на Скарамуча Висконти при Порта Верчелина.
През 1477 г. Филипо Мария участва в тайния съвет, свикан от Бона месец след смъртта на съпруга ѝ, за да вземе решение за непосредственото бъдеще на херцогството.
За разлика от другите братя на Галеацо, които военно се противопоставят на Бона и в крайна сметка са изгонени от херцогството, Филипо Мария не се интересува от властта и поради неучастието си бунта му е позволено да заживее отново в Милано.
Преди изгнанието, наложено им от Бона, братята на Филипо, с цел сключване на съюзи срещу херцогинята, се опитват да му намерят съпруга, но никое предложение не води до брак. Според други източници обаче той се омъжва за Констанца Сфорца, дъщеря на Бозио I Сфорца (от кадетския клон Сфорца ди Санта Фиора), от която има една дъщеря.
На 1 октомври 1492 г. Филипо Мария умира на 42-годишна възраст в Милано. Погребан е в параклиса на Светия дух в църквата „Сант Анджело“ в Милано. Остават някои негови стихотворения.

## Брак и потомство
∞ за първата си братовчедка Констанца Сфорца ди Санта Фиора († сл. 21 май 1497), дъщеря на Бозио I Сфорца, граф консорт на Санта Фиора, и първата му съпруга Чечилия Алдобрандески. Имат една дъщеря:
- Бона Сфорца, ∞ за Джовани Галеацо Висконти, граф на Сесто Календе.[1][2]

Според други източници има един син Констанцо (* 1471, † 1 юни 1479).